# يلينا ميلنيك
يلينا ميلنيك (ولدت في 8 سبتمبر 1986 في سفيردلوفسك، الاتحاد السوفيتي) عارضة أزياء روسية.

## روابط خارجية
- يلينا ميلنيك على موقع دليل عارضات الأزياء (الإنجليزية)
- صور إيلينا ملنيك في ستايل.كوم
- المحفظة على الانترنت